# Zambia az 1980. évi nyári olimpiai játékokon
Zambia a szovjetunióbeli Moszkvában megrendezett 1980. évi nyári olimpiai játékok egyik részt vevő nemzete volt. Az országot az olimpián 4 sportágban 37 sportoló képviselte, akik érmet nem szereztek.

## Atlétika
Férfi
| Versenyző                                                     | Versenyszám     | Előfutam | Előfutam | Előfutam | Negyeddöntő | Negyeddöntő | Negyeddöntő | Elődöntő | Elődöntő | Elődöntő | Döntő         | Döntő         |
| Versenyző                                                     | Versenyszám     | Idő      | Hely.    | Össz.    | Idő         | Hely.       | Össz.       | Idő      | Hely.    | Össz.    | Idő           | Helyezés      |
| ------------------------------------------------------------- | --------------- | -------- | -------- | -------- | ----------- | ----------- | ----------- | -------- | -------- | -------- | ------------- | ------------- |
| Charles Kachenjela                                            | 100 m           | 11,03    | 5.       | 49.      | kiesett     | kiesett     | kiesett     | kiesett  | kiesett  | kiesett  | kiesett       | kiesett       |
| Alston Muziyo                                                 | 200 m           | 22,47    | 5.       | 46.      | kiesett     | kiesett     | kiesett     | kiesett  | kiesett  | kiesett  | kiesett       | kiesett       |
| Charles Lupiya                                                | 400 m           | 48,49    | 4.       | 35.      | 47,67       | 7.          | 29.         | kiesett  | kiesett  | kiesett  | kiesett       | kiesett       |
| Archfell Musango                                              | 800 m           | 1:51,6   | 5.       | 30.      |             |             |             | kiesett  | kiesett  | kiesett  | kiesett       | kiesett       |
| Archfell Musango                                              | 1500 m          | 3:53,62  | 8.       | 29.      |             |             |             | kiesett  | kiesett  | kiesett  | kiesett       | kiesett       |
| Damiano Musonda                                               | 10 000 m        | 30:29,2  | 9.       | 27.      |             |             |             |          |          |          | kiesett       | kiesett       |
| Damiano Musonda                                               | Maraton         |          |          |          |             |             |             |          |          |          | 2:42:11       | 48.           |
| Buumba Halwand                                                | Maraton         |          |          |          |             |             |             |          |          |          | 2:36:51       | 43.           |
| Patrick Chiwala                                               | Maraton         |          |          |          |             |             |             |          |          |          | nem ért célba | nem ért célba |
| Davison Lishebo                                               | 400 m gát       | 51,73    | 7.       | 18.      | kiesett     | kiesett     | kiesett     | kiesett  | kiesett  | kiesett  | kiesett       | kiesett       |
| Charles Lupiya Alston Muziyo Archfell Musango Davison Lishebo | 4 × 400 m váltó | 3:14,9   | 7.       | 18.      |             |             |             |          |          |          | kiesett       | kiesett       |

| Versenyző       | Versenyszám | Selejtező | Selejtező | Döntő    | Döntő    |
| Versenyző       | Versenyszám | Eredmény  | Helyezés  | Eredmény | Helyezés |
| --------------- | ----------- | --------- | --------- | -------- | -------- |
| Bogger Mushanga | Hármasugrás | 14,79 m   | 17.       | kiesett  | kiesett  |

## Cselgáncs
| Versenyző          | Versenyszám  | Csoport | 32-es főtábla             | Nyolcaddöntő                  | Negyeddöntő       | Elődöntő          | Vigaszág negyeddöntő     | Vigaszág elődöntő | Bronz- mérkőzés   | Döntő             | Helyezés |
| Versenyző          | Versenyszám  | Csoport | Ellenfél Eredmény         | Ellenfél Eredmény             | Ellenfél Eredmény | Ellenfél Eredmény | Ellenfél Eredmény        | Ellenfél Eredmény | Ellenfél Eredmény | Ellenfél Eredmény | Helyezés |
| ------------------ | ------------ | ------- | ------------------------- | ----------------------------- | ----------------- | ----------------- | ------------------------ | ----------------- | ----------------- | ----------------- | -------- |
| Charles Chibwe     | Légsúly      | A       | Samir El-Najjar (SYR) · V | kiesett                       | kiesett           | kiesett           |                          |                   |                   |                   | 19.      |
| Francis Mwahza     | Harmatsúly   | A       | Michael Young (AUS) · V   | kiesett                       | kiesett           | kiesett           |                          |                   |                   |                   | 19.      |
| George Hamaiko     | Könnyűsúly   | A       | Maurice Nkamden (CMR) · V | kiesett                       | kiesett           | kiesett           |                          |                   |                   |                   | 19.      |
| Henry Sichalwe     | Váltósúly    | B       | Vladimír Bárta (TCH) · V  | kiesett                       | kiesett           | kiesett           |                          |                   |                   |                   | 17.      |
| Donald Mukahatesho | Középsúly    | B       | erőnyerő                  | Isaac Azcuy (CUB) · V         |                   |                   | Peter Donnelly (GBR) · V | kiesett           | kiesett           |                   | 9.       |
| Rex Chizooma       | Félnehézsúly | B       | erőnyerő                  | Robert Van de Walle (BEL) · V |                   |                   | Szepesi István (HUN) · V | kiesett           | kiesett           |                   | 9.       |

## Labdarúgás
| Zambiai labdarúgócsapat-játékoskeret                                                                                    | Zambiai labdarúgócsapat-játékoskeret                                                                          |
| --- | --- |
| - Alex Chola - Clement Banda - Dickson Makwanza - Evans Katebe - Frederick Kashimoto - Godfrey Chitalu - Kaiser Kalambo | - Milton Muke - Kenny Mwape - Moffat Sinkala - Moses Simwala - Pele Kaimaha - Stanley Tembo - Kampela Katumba |

### Eredmények
Csoportkör
A csoport
| Csapat      | M | Gy | D | V | G+ | G– | Gk  | P |
| ----------- | - | -- | - | - | -- | -- | --- | - |
| Szovjetunió | 3 | 3  | 0 | 0 | 15 | 1  | +14 | 6 |
| Kuba        | 3 | 2  | 0 | 1 | 3  | 9  | –6  | 4 |
| Venezuela   | 3 | 1  | 0 | 2 | 3  | 7  | –4  | 2 |
| Zambia      | 3 | 0  | 0 | 3 | 2  | 6  | –4  | 0 |

| 1980. július 20. 12:00 |

| Kuba (CUB) | 1–0               | Zambia |
| ---------- | ----------------- | ------ |
| Roldán 58' | (0–0) Jegyzőkönyv |        |

| Kirov Stadion, Leningrád Nézőszám: 100 000 Játékvezető: Marijan Raus (jugoszláv) |

| 1980. július 22. 12:00 |

| Szovjetunió (URS)                | 3–1               | Zambia      |
| -------------------------------- | ----------------- | ----------- |
| Higyjatulin 9' 51' Cserenkov 87' | (1–1) Jegyzőkönyv | Chitalu 13' |

| Lenin Stadion, Moszkva Játékvezető: Marwan Arafat (iraki) |

| 1980. július 24. 12:00 |

| Venezuela (VEN)                     | 2–1               | Zambia      |
| ----------------------------------- | ----------------- | ----------- |
| Zubizarreta 86' Elie 90' (11-esből) | (0–0) Jegyzőkönyv | Chitalu 73' |

| Kirov Stadion, Leningrád Nézőszám: 80 000 Játékvezető: Jésus Paulino Siles (Costa Rica-i) |

| Csapat       | Helyezés |
| ------------ | -------- |
| Zambia (ZAM) | 13.      |

## Ökölvívás
| Versenyző        | Versenyszám   | Selejtező                  | 32-es főtábla                      | Nyolcaddöntő                    | Negyeddöntő           | Elődöntő          | Döntő             | Helyezés |
| Versenyző        | Versenyszám   | Ellenfél Eredmény          | Ellenfél Eredmény                  | Ellenfél Eredmény               | Ellenfél Eredmény     | Ellenfél Eredmény | Ellenfél Eredmény | Helyezés |
| ---------------- | ------------- | -------------------------- | ---------------------------------- | ------------------------------- | --------------------- | ----------------- | ----------------- | -------- |
| Webbyego Mwangu  | Légsúly       |                            | erőnyerő                           | Henryk Średnicki (POL) · 0:5    | kiesett               | kiesett           | kiesett           | 9.       |
| Lucky Mutale     | Harmatsúly    | Moussa Sangare (MLI) · 5:0 | Dumitru Cipere (ROU) · 0:5         | kiesett                         | kiesett               | kiesett           | kiesett           | 17.      |
| Winifred Kabunda | Pehelysúly    | erőnyerő                   | Takto Youtiya Homrasmy (LAO) · RSC | Barry McGuigan (IRL) · 4:1      | Rudi Fink (GDR) · 1:4 | kiesett           | kiesett           | 5.       |
| Blackson Siukoko | Könnyűsúly    |                            | erőnyerő                           | George Gilbody (GBR) · 1:4      | kiesett               | kiesett           | kiesett           | 9.       |
| Teddy Makofi     | Kisváltósúly  |                            | Dietmar Schwarz (GDR) · 0:5        | kiesett                         | kiesett               | kiesett           | kiesett           | 17.      |
| Peter Talanti    | Váltósúly     |                            | Tömöriin Battör (MGL) · 5:0        | Joey Frost (GBR) · KO           | kiesett               | kiesett           | kiesett           | 9.       |
| Wilson Kaoma     | Nagyváltósúly |                            | erőnyerő                           | Jackson Rivera (VEN) · kizárták | Ján Franek (TCH) · KO | kiesett           | kiesett           | 5.       |
| Enock Chama      | Középsúly     |                            | erőnyerő                           | José Gómez (CUB) · 2:3          | kiesett               | kiesett           | kiesett           | 9.       |

RSC – a mérkőzésvezető megállította a mérkőzést